# Melolontha papposa
Melolontha papposa är en skalbaggsart som beskrevs av Johann Karl Wilhelm Illiger 1803. Melolontha papposa ingår i släktet Melolontha och familjen Melolonthidae. Inga underarter finns listade i Catalogue of Life.